# James Herbert
James Herbert (Londen, 8 april 1943 – Woodmancote, West-Sussex, 20 maart 2013) was een Brits thrillerauteur.
Voor hem vormen voornamelijk plaatsen - hetzij geografisch echte, hetzij denkbeeldige - de inspiratie voor zijn werken. Een plaats is voor hem niet alleen een precieze locatie, maar fungeert ook als oproeper van een gemoedstoestand; hoe angstaanjagender de plaats, hoe aanstekelijker deze gemoedstoestand is voor de verbeelding.
Herberts boeken zijn in drieëndertig talen vertaald, waaronder het Russisch en het Chinees. Van zijn boeken zijn wereldwijd meer dan 42 miljoen exemplaren verkocht.
Hij overleed op 69-jarige leeftijd in zijn slaap.

## Werken

### Romans
- The Rats (1974), verfilmd door Robert Clouse als 'Deadly Eyes', 1982; bewerkt tot een videospel voor de Commodore 64 en de Sinclair Spectrum 1985
- The Fog (1975), vertaling: 'Nachtelijke Nevel' (het verhaal staat los van John Carpenters film 'The Fog' uit 1980 - of Rupert Wainwrights remake daarvan uit 2005 - en eveneens van Frank Darabonts film 'The Mist' uit 2007 (die is immers op Stephen Kings novelle uit 1980 gebaseerd))
- The Survivor (1976), vertaling: 'Wraak van de Overlevende'; verfilmd door David Hemmings in 1981; het idee dat ten grondslag ligt aan de bekendere film 'Unbreakable' (M. Night Shyamalan, 2000; met een hoofdrol voor Bruce Willis), is enigszins geassocieerd aan het idee van 'The Survivor'
- Fluke (1977), vertaling: 'Mazzel', verfilmd door Carlo Carlei, 1995
- The Spear (1978), vertaling: 'De Speer'
- Lair (1979), vertaling: 'Het Rattenleger'; dit geldt als deel II van de The Rats-trilogie
- The Dark (1980), vertaling: 'Uit de afgrond van de hel' (eig. de vertaling van de ondertitel van het originele werk: 'From the Darkest Pits of Hell')
- The Jonah (1981), vertaling: 'De Pechvogel'
- Shrine (1983), vertaling: 'Altaar van het Kwaad'
- Domain (1984); dit geldt als deel III van de The Rats-trilogie
- Moon (1985), vertaling: 'Priesteres van het Kwaad'
- The Magic Cottage (1986), vertaling: 'Het Vervloekte Huis'
- Sepulchre (1987), vertaling: 'Tentakels van het Kwaad'
- Haunted (1988), vertaling: 'Duivelswerk'; novelle I met personage David Ash; verfilmd door Lewis Gilbert, 1995; met rollen voor Aidan Quinn, Kate Beckinsale en John Gielgud; de film heeft de Zilveren Raaf gewonnen (Brussel, 1996) en is destijds genomineerd voor de International Fantasy Film Award in de categorie 'beste film' (1996)
- Creed (1990), vertaling: 'Duivelsgraf'
- Portent (1992), vertaling: 'Doem'
- The City (1993) (een 'grafische novelle', stripverhaal; op-en-top postapocalyptisch, speelt zich chronologisch af na de The Rats-trilogie)
- James Herbert's Dark Places (een boek met foto's van plaatsen, voornamelijk in Londen, die James Herbert tot inspiratie gediend hebben)
- The Ghosts of Sleath (1994), vertaling: 'Duivelsdans'; novelle II met personage David Ash
- 48 (1996)
- Others (1999)
- Once (2001)
- Nobody True (2003)
- The Secret of Crickley Hall (2006), bewerkt tot een BBC-dramareeks die in de herfst van 2012 in première ging
- Ash (2012); novelle III met personage David Ash

- Biblioteca Nacional de España: XX844541
- Bibliothèque nationale de France: cb11907315d (data)
- CiNii: DA08156921
- Gemeinsame Normdatei: 119198274
- International Standard Name Identifier: 0000 0001 2148 2297
- Library of Congress Control Number: n79124773
- MusicBrainz: 5e212ae0-48f4-4928-bbe6-ec186f7531cf
- Bibliotheek van het Japanse parlement: 00443105
- Nationale Bibliotheek van Tsjechië: xx0009493
- Nederlandse Thesaurus van Auteursnamen: 067967280
- Istituto Centrale per il Catalogo Unico: CFIV067305
- SNAC: w64b4h1p
- Système universitaire de documentation: 026919737
- Virtual International Authority File: 113688310
- WorldCat: E39PBJcGqv4f6RMYT6tvrjcF8C